# Мойес, Дэвид
Дэ́вид Уи́льям Мо́йес (англ. David William Moyes; родился 25 апреля 1963, Глазго, Шотландия) — шотландский футболист и футбольный тренер. Выступал на профессиональном уровне с 1980 по 1998 год. Играл за шотландские клубы «Селтик», «Данфермлин Атлетик», «Гамильтон Академикал», а также английские «Кембридж Юнайтед», «Бристоль Сити», «Шрусбери Таун» и «Престон Норт Энд». В составе «Селтика» становился чемпионом Шотландии.
Тренерскую карьеру начал в клубе «Престон Норт Энд», в котором работал с января 1998 по март 2002 года. В марте 2002 года перешёл на работу в «Эвертон», который возглавлял на протяжении более 11 лет. В июле 2013 года стал главным тренером «Манчестер Юнайтед», где сменил сэра Алекса Фергюсона, однако был уволен из клуба ещё до окончания первого сезона в нём. Затем также тренировал клубы «Реал Сосьедад», «Сандерленд» и «Вест Хэм Юнайтед». С января 2025 года вновь является главным тренером «Эвертона».
В 2003, 2005, 2009 годах получал награду лучшему тренеру года по версии Ассоциации футбольных тренеров Англии. Офицер ордена Британской империи (2024).

## Карьера игрока
Будучи игроком, Мойес выступал на позиции центрального защитника за ряд британских клубов, от «Селтика» до «Престона». В общей сложности он провёл более 550 матчей в национальных чемпионатах, после чего стал тренером «Престона», затем ассистентом главного тренера и, наконец, главным тренером клуба.

## Тренерская карьера

### «Престон Норт Энд»
Мойес был назначен главным тренером «Престон Норт Энд» в январе 1998 года. Клуб в тот момент выступал в Втором дивизионе Футбольной лиги и находился в зоне вылета. У Мойеса уже были тренерские лицензии, первую из которых он получил в возрасте 22 лет, ещё будучи игроком. Также он вёл журнал, где отмечал тактики и техники, используемые тренерами, выделяя эффективные и неэффективные варианты. По итогам сезона 1997/98 «Престон» избежал вылета в нижний дивизион, а в следующем сезоне занял в своей лиге 5-е место, дающее право играть в плей-офф за выход в Первый дивизион, однако проиграл в нём. В сезоне 1999/2000 Мойес выиграл Второй дивизион, и «Престон Норт Энд» вышел в Первый дивизион. В следующем сезоне «Престон» удачно выступил в Первом дивизионе и даже вышел в плей-офф турнира за право выхода в Премьер-лигу, но уступил в финале «Болтону». В июне 2001 года Мойес подписал с клубом пятилетний контракт. Однако весной следующего года он покинул «Престон», перейдя в «Эвертон», где сменил на посту главного тренера другого шотландца, Уолтера Смита.

### «Эвертон»
Мойес был назначен главным тренером «Эвертона» 14 марта 2002 года. На своей первой пресс-конференции в новой должности он заявил, что «Эвертон» является «народным клубом» в Мерсисайде. Он сказал: 
Я из города (Глазго), который мало отличается от Ливерпуля. Я перехожу в народный футбольный клуб. Большинство людей, которых вы встречаете на улицах, являются болельщиками «Эвертона». Это фантастическая возможность, о таком можно только мечтать. Я сразу же сказал «да», так как это большой клуб.
Дебютом Мойеса в качестве главного тренера «Эвертона» стал матч против «Фулхэма» на «Гудисон Парк», в котором «ириски» одержали победу со счётом 2:1.
В концовке сезона 2001/2002 «Эвертон» набрал неплохую форму и финишировал на 15-м месте и избежав вылета, грозившего команде до назначения Мойеса. Перед началом сезона 2002/03 Мойес усилил команду такими игроками как Ли Те, Джозеф Йобо и Ричард Райт, отпустив из команды ряд возрастных игроков, включая Йеспера Блумквиста и Давида Жинола. Этот сезон «ириски» завершили на 7-м месте, а Мойес был признан тренером года по версии Ассоциации тренеров лиги (LMA).
Перед началом сезона 2003/04 Мойес подписал Кевина Килбэна из «Сандерленда», Джеймса Макфаддена из «Мотеруэлла» и Найджела Мартина из «Лидс Юнайтед». Сезон получился сложным: «Эвертон» завершил чемпионат на 17-м месте с 39-ю очками, что было худшим показателем в истории клуба, однако смог избежать вылета в нижний дивизион.

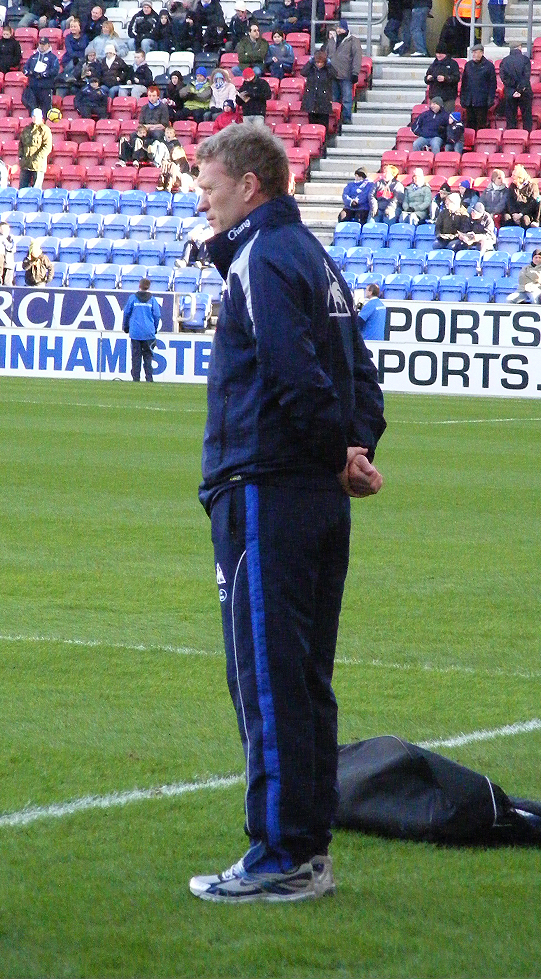
Мойес наблюдает за матчем «Эвертона»

Летом 2004 года Мойес подписал Тима Кэхилла и Маркуса Бента. Вместе с тем, клуб покинули Томаш Радзински, Тобиас Линдерот, Дэвид Ансуорт и Уэйн Руни. Позднее в газете Daily Mail были опубликованы выдержки из автобиографии Руни, в которых Уэйн обвинял Мойеса в том, что именно шотландский тренер вынудил его покинуть клуб, разглашая прессе детали их личных разговоров. Мойес подал в суд с иском об обвинении Уэйна Руни в клевете. В июне 2008 года стороны уладили конфликт: Руни признал свою вину, выплатив Мойесу более 500 000 фунтов в качестве компенсации морального ущерба, а также принёс ему публичные извинения за «ложные обвинения», опубликованные в автобиографии. Мойес перечислил все полученные от Руни деньги в фонд бывших игроков «Эвертона».
В сезоне 2004/05 «Эвертон» завершил чемпионат на 4-м месте, дающем право участия в Лиге чемпионов, а Мойес вновь был признан тренером года по версии Ассоциации тренеров лиги.
В январе 2005 года Мойес побил трансферный рекорд клуба, подписав нападающего Джеймса Битти, а также взял в аренду полузащитника Микеля Артету после ухода из клуба Томаса Гравесена.
Сезон 2005/06 «Эвертон» вновь начал неудачно. Участие клуба в Лиге чемпионов было закончено после поражения от «Вильярреала» в квалификационном раунде. Мойес осуществил трансферы Нуну Валенте, Энди ван дер Мейде, Саймона Дэвиса и Фила Невилла, а также взял в аренду Маттео Феррари. Тогда же постоянный контракт с «ирисками» подписал Микель Артета. В октябре клуб был внизу турнирной таблицы, но в итоге «Эвертон» завершил сезон на 11-м месте.
Перед началом сезона 2006/07 Мойес во второй раз побил трансферный рекорд клуба, осуществив трансфер Эндрю Джонсона за 8,6 млн фунтов. Кроме него, в клуб перешли Джолеон Лескотт из «Вулверхэмптон Уондерерс» и Тим Ховард из «Манчестер Юнайтед» (на правах аренды). «Ириски» завершили этот сезон на 6-м месте, что обеспечило команде участие в Кубке УЕФА.
В сезоне 2007/08 (шестом для Мойеса в качестве главного тренера команды) «Эвертон» занял 5-е место в Премьер-лиге, дошёл до полуфинала Кубка Футбольной лиги и 1/8 розыгрыша Кубка УЕФА. Мойес подписал пять новых игроков: Якубу (его трансфер стоил 11,25 млн фунтов, вновь побив клубный рекорд), Стивена Пинара, Фила Ягелку и Лейтона Бейнса.
Перед началом сезона 2008/09 Мойес назначил своим ассистентом Стива Раунда, который заменил Алана Ирвайна, перешедшего в «Престон». В этом сезоне в «Эвертон» перешли Ларс Якобсен, Сегундо Кастильо, Луи Саа и Маруан Феллайни (последний стоил клубу рекордные 15 млн фунтов). 14 сентября 2008 года Мойес был удалён из технической зоны арбитром Аланом Уайли за неподобающее поведение в матче против «Сток Сити». Позднее он также был оштрафован Футбольной ассоциацией на 5000 фунтов.
14 октября 2008 года Дэвид Мойес подписал с «Эвертоном» пятилетний контракт, истекающий в 2013 году. 19 апреля 2009 года «Эвертон» Мойеса обыграл в полуфинале Кубка Англии «Манчестер Юнайтед» сэра Алекса Фергюсона и вышел в финал. В финальном матче против «Челси» «ириски» открыли счёт, но в итоге проиграли со счётом 1:2.
Летом 2009 года Джолеон Лескотт был продан в «Манчестер Сити» за 22 млн фунтов. На вырученные от продажи деньги были куплены Джонни Хейтинга, Сильвен Дистен и Динияр Билялетдинов. 6 февраля Мойес провёл свой 600-й матч в качестве главного тренера «ирисок»: это было мерсисайдское дерби. Сезон 2009/10 «Эвертон» завершил на 8-м месте.
В январе 2012 года Мойес стал четвёртым тренером в истории Премьер-лиги, одержавшим 150 побед в этом турнире (после Алекса Фергюсона, Арсена Венгера и Гарри Реднаппа). 10 ноября 2012 года провёл свой 400-й матч в Премьер-лиге в ранге главного тренера, обыграв «Сандерленд» со счётом 2:1.
В мае 2013 года, после ухода сэра Алекса Фергюсона с поста главного тренера «Манчестер Юнайтед», Мойес, у которого летом истекал контракт с «ирисками», принял решение покинуть «Эвертон» и возглавить «Манчестер Юнайтед».

### «Манчестер Юнайтед»
9 мая 2013 года было объявлено, что Мойес сменит на посту главного тренера «Манчестер Юнайтед» Алекса Фергюсона, завершившего тренерскую карьеру. Дэвид подписал с клубом шестилетний контракт.
11 августа Мойес дебютировал в качестве главного тренера «Манчестер Юнайтед» в официальном матче на Суперкубок Англии против «Уигана». Встреча завершилась победой «Юнайтед» со счётом 2:0. 17 августа «Юнайтед» провёл первую встречу в Премьер-лиге под руководством Мойеса: матч против «Суонси Сити» завершился победой «красных дьяволов» со счётом 4:1.
После поражения от «Эвертона» 20 апреля 2014 года «Юнайтед» лишился шансов попасть в Лигу чемпионов УЕФА следующего сезона, и уже через два дня Мойес был отправлен в отставку. На момент его увольнения команда занимала 7-е место в турнирной таблице чемпионата, проиграв 11 матчей, что стало худшим результатом в истории выступлений клуба в Премьер-лиге на тот момент.

### «Реал Сосьедад»

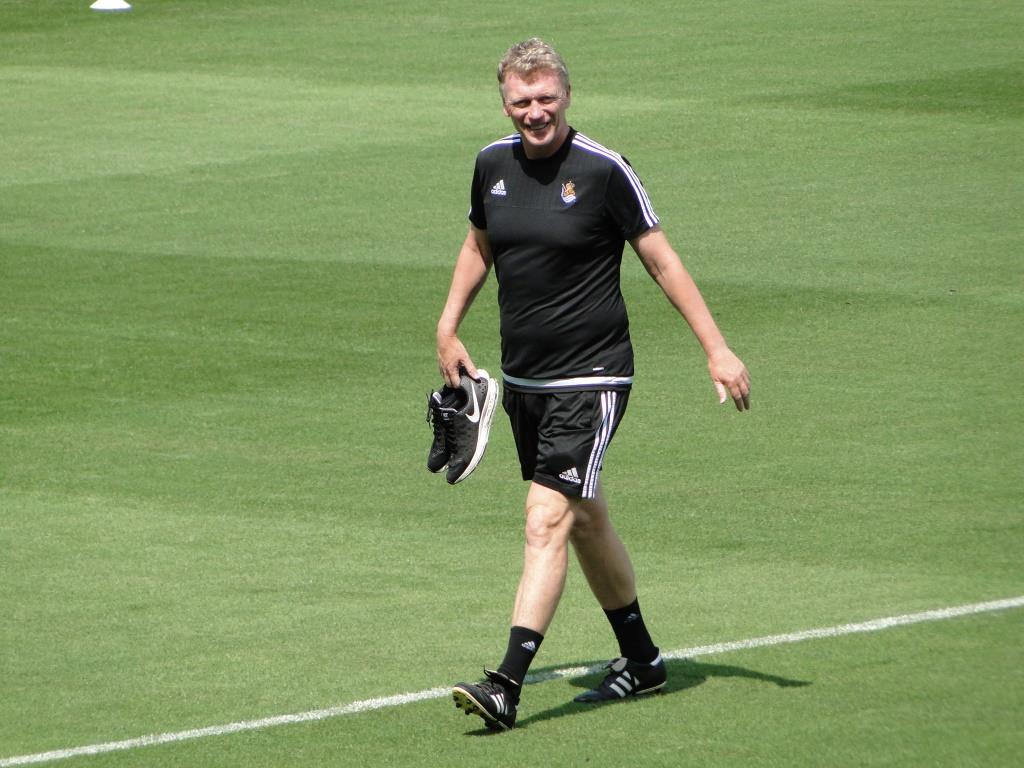
Мойес в качестве главного тренера «Реал Сосьедада»

11 ноября 2014 года Дэвид Мойес возглавил испанский «Реал Сосьедад». Контракт с шотландским специалистом был заключен на два года. В первом матче под руководством Мойеса «Реал Сосьедад» сыграл вничью с «Депортиво Ла-Корунья» (0:0).
Однако уже 10 ноября 2015 года руководство испанского клуба отправило Дэвида Мойеса в отставку. Это решение было связано с плачевными результатами команды, которая после 11-ти туров занимала лишь 16-е место, находясь недалеко от зоны вылета в Сегунду.

### «Сандерленд»
23 июля 2016 года шотландский специалист Дэвид Мойес был назначен новым главным тренером английского клуба «Сандерленд». На этом посту он сменил Сэма Эллардайса, возглавившего национальную сборную Англии. Соглашение с 53-летним шотландцем было рассчитано на четыре года. 13 августа в первом же туре Премьер-лиги команда Мойеса потерпела поражение 1:2 на выезде от «Манчестер Сити». На протяжении 10 матчей в Премьер-лиге команда не смогла выиграть ни в одном из них. Безвыигрышная серия была прервана победой над «Борнмутом» 2:1 в гостях 5 ноября 2016 года в рамках 11-го тура Премьер-лиги. В Кубке лиги команда дошла до 1/8 финала. Сначала был обыгран «Шрусбери Таун» (1:0), затем команда победила «Куинз Парк Рейнджерс» (2:1). Но в 1/8 финала «Сандерленд» проиграл в гостях «Саутгемптону» со счётом 0:1.
В мае 2017 года «Сандерленд» официально объявил о том, что Дэвид Мойес подал в отставку с поста главного тренера команды. Шотландец уведомил руководство о своем решении после поражения от «Челси» в последнем туре с разгромным счётом 1:5. Под руководством Мойеса «Сандерленд» финишировал на последнем месте в Премьер-лиге, набрав 24 очка в 38 играх. Покидая клуб, он отказался от отступных.

### «Вест Хэм Юнайтед»
7 ноября 2017 года Дэвид Мойес возглавил лондонский «Вест Хэм Юнайтед». По окончании сезона тренер покинул занимаемый пост, заняв с «молотобойцами» 13-е место в турнирной таблице.
Однако в декабре 2019 года Мойес вновь был назначен главным тренером «Вест Хэма», с которым подписал контракт на полтора года. В первой же игре команда одержала победу дома над «Борнмутом» с разгромным счётом 4:0. До конца сезона подопечные Мойеса вели борьбу за сохранение места в Премьер-лиге и завершили сезон на 16-м месте, набрав 39 очков.
В сезоне 2020/2021 «Вест Хэм» под руководством шотландского специалиста добился лучшего результата с 1999 года, с 65 очками завершив сезон на 6-м месте в Премьер-лиге и квалифицировавшись в Лигу Европы. За сезон команда выиграла 19 матчей в лиге, что также стало клубным рекордом в эпоху Премьер-лиги. В июне 2021 года Мойес подписал новый контракт с клубом до конца сезона 2023/24.
В сезоне 2021/22 Мойес привёл «Вест Хэм» к 7-му месту в Премьер-лиге и полуфиналу Лиги Европы, где лондонская команда проиграла по сумме двух матчей франкфуртскому «Айнтрахту». Это был первый раз в истории клуба, когда клуб финишировал в первой семёрке два сезона подряд.
В сезоне 2022/23 Мойес привёл клуб к победе в Лиге конференций УЕФА. Клуб прошёл европейский турнир без поражений, выиграв 12 матчей и сведя к ничейному результату ещё один. В финале была обыграна итальянская «Фиорентина». В то же время результаты «Вест Хэма» в чемпионате стали хуже, чем в предыдущих двух сезонах, и команда закончила сезон Премьер-лиги на 14-м месте.
В сезоне 2023/24 «Вест Хэм» под руководством Мойеса занял 9-е место в Премьер-лиге и дошёл до четвертьфинала Лиги Европы, где проиграл леверкузенскому «Байеру 04». 6 мая 2024 года было объявлено, что Мойес покинет клуб после завершения контракта.

### Возвращение в «Эвертон»
11 января 2025 года футбольный клуб «Эвертон» официально объявил о возвращении Дэвида Мойеса на пост главного тренера команды спустя одиннадцать с половиной лет. Шотландский тренер сменил в этой должности уволенного двумя днями ранее Шона Дайча и подписал контракт с ливерпульским клубом до конца сезона 2026/27. 15 января состоялся первый матч «Эвертона» после возвращения Мойеса: команда на своём поле уступила «Астон Вилле» со счётом 0:1. После этого «Эвертон» выдал беспроигрышную серию в чемпионате длиной в девять матчей, в ходе которой были обыграны «Тоттенхэм Хотспур» (3:2), «Брайтон энд Хоув Альбион» (1:0), «Лестер Сити» (4:0) и «Кристал Пэлас» (2:1), а также сведены к ничейным результатам игры против «Ливерпуля» (2:2), «Манчестер Юнайтед» (2:2), «Брентфорда» (1:1), «Вулверхэмптона» (1:1) и «Вест Хэм Юнайтед» (1:1). Прервалась эта серия лишь в апреле, когда «Эвертон» в гостевом мерсисайдском дерби уступил «Ливерпулю» со счётом 0:1. В феврале 2025 года Мойес был признан тренером месяца английской Премьер-лиги. Это случилось в 11-й раз в его карьере, причём предыдущие десять раз он выигрывал эту награду также когда работал именно в «Эвертоне». В итоге в сезоне 2024/25 «Эвертон» занял в чемпионате Англии 13-е место.

## Достижения

### В качестве игрока
«Селтик»
- Чемпион Премьер-дивизиона Шотландской лиги: 1981/82

«Престон Норт Энд»
- Чемпион Третьего дивизиона: 1995/96

### В качестве тренера
«Престон Норт Энд»
- Чемпион Второго дивизиона: 1999/2000

«Манчестер Юнайтед»
- Обладатель Суперкубка Англии: 2013

«Вест Хэм Юнайтед»
- Победитель Лиги конференций УЕФА: 2022/23

### Личные достижения
- Тренер года по версии Ассоциации тренеров лиги (LMA) (3): 2002/03, 2004/05, 2008/09[6]
- Тренер месяца английской Премьер-лиги (11): ноябрь 2002, сентябрь 2004, январь 2006, февраль 2008, февраль 2009, январь 2010, март 2010, октябрь 2010, сентябрь 2012, март 2013, февраль 2025
- Тренер года в Северо-Западной Англии: 2007/08
- Офицер ордена Британской империи (2024)[36]

## Тренерская статистика
| Клуб              | Страна  | Начало работы   | Завершение работы | Показатели | Показатели | Показатели | Показатели | Показатели | Показатели | Показатели | Показатели |
| Клуб              | Страна  | Начало работы   | Завершение работы | М          | В          | Н          | П          | МЗ         | МП         | РМ         | %          |
| ----------------- | ------- | --------------- | ----------------- | ---------- | ---------- | ---------- | ---------- | ---------- | ---------- | ---------- | ---------- |
| Престон Норт Энд  | Англия  | 12 января 1998  | 15 марта 2002     | 234        | 112        | 60         | 62         | 349        | 261        | +88        | 047,86     |
| Эвертон           | Англия  | 15 марта 2002   | 30 июня 2013      | 518        | 218        | 139        | 161        | 722        | 613        | +109       | 042,08     |
| Манчестер Юнайтед | Англия  | 1 июля 2013     | 22 апреля 2014    | 51         | 27         | 9          | 15         | 86         | 54         | +32        | 052,94     |
| Реал Сосьедад     | Испания | 11 ноября 2014  | 10 ноября 2015    | 42         | 12         | 15         | 15         | 48         | 52         | −4         | 028,57     |
| Сандерленд        | Англия  | 23 июля 2016    | 22 мая 2017       | 43         | 8          | 7          | 28         | 32         | 73         | −41        | 018,60     |
| Вест Хэм Юнайтед  | Англия  | 7 ноября 2017   | 16 мая 2018       | 31         | 9          | 10         | 12         | 38         | 48         | −10        | 029,03     |
| Вест Хэм Юнайтед  | Англия  | 29 декабря 2019 | 20 мая 2024       | 231        | 103        | 45         | 83         | 356        | 308        | +48        | 044,59     |
| Эвертон           | Англия  | 11 января 2025  |                   | 21         | 8          | 7          | 6          | 27         | 22         | +5         | 038,10     |
| Итого             | Итого   | Итого           | Итого             | 1171       | 497        | 292        | 382        | 1658       | 1431       | +227       | 042,44     |